# Tomáš Bartejs
Tomáš Bartejs (* 4. září 1992, Třebíč) je český hokejový obránce.

## Kariéra
Působil jako obránce v juniorském i seniorském týmu Piráti Chomutov v České hokejové extralize. Debut v české extralize ledního hokeje odehrál v sezóně 2012–2013. Dříve působil v týmech SK Horácká Slavia Třebíč a Bílí Tygři Liberec. V roce 2015 se přesunul do týmu běloruské ligy Metallurg Žlobin a mezi roky 2016 a 2022 hrál za klub HC Kometa Brno. V roce 2022 však přestoupil do HC Energie Karlovy Vary, tam působil i v sezóně 2023/24. V roce 2024 však přestoupil zpět do HC Kometa Brno.